# Nicolas Schmerkin
Nicolas Schmerkin (Buenos Aires, Argentina, 11 de agosto de 1973) es un productor audiovisual argentino-francés especializado en cortometrajes animados.

## Biografía
Nacido en Buenos Aires, ha vivido en Francia desde 1979.
En 1998 creó la revista cinematográfica Repérages, que desde 2003 ha publicado cortos y largometrajes inéditos en DVD.
Ha dirigido varios documentales, así como numerosos retratos de cineastas para el programa Court-circuit para una cadena de televisión franco-alemana.
Además, participa regularmente en la programación de numerosos festivales de cine y animación en todo el mundo.
En 2001 creó la compañía Autour de Minuit, encargada de apoyar proyectos innovadores, visualmente originales y con contenido sólido, especialmente en animación. Produjo la serie de animación Non-Non, con el software Blender.
Ha producido una treintena de cortometrajes híbridos que han obtenido más de 300 premios en distintos festivales internacionales. En 2009 su producción Logorama, dirigida por los franceses François Alaux, Hervé de Crecy y Ludovic Houplain, ganó el premio Oscar al mejor cortometraje animado y el premio César, otorgado por la Academia de Cine de Francia.

## Premios y distinciones
Premios Óscar
| Año  | Categoría                  | Película | Resultado |
| ---- | -------------------------- | -------- | --------- |
| 2010 | Mejor cortometraje animado | Logorama | Ganador   |

- Premio Cesar (Premio de la Academia Francesa) Mejor cortometraje 2011 con Logorama
- Premio Procirep 2006 Mejor productor francés
- Premio de Exportación Unifrance 2015 para un productor de cortometrajes